# アンソニー・ペティス

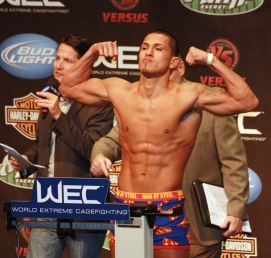
計量時のペティス

アンソニー・ペティス（Anthony Pettis、1987年1月27日 - ）は、アメリカ合衆国の男性総合格闘家、プロボクサー。ウィスコンシン州ミルウォーキー出身。ルーファスポーツ所属。元UFC世界ライト級王者。元WEC世界ライト級王者。

## 来歴
5歳からテコンドーとボクシングを始めた。2003年11月に父親が強盗に殺されたのをきっかけに、プロ格闘家になるのを決意し、18歳の時に著名キックボクサーであり、K-1への出場経験もあるデューク・ルーファスが経営するルーファスポーツに入門し、総合格闘技を始めた。プロ格闘家になる前は消防士をしていた。
2007年1月27日のデビュー以来、GFSで8連勝を記録。ライト級王座を保持していた。

### WEC
2009年6月7日、WEC初参戦となったWEC 41でマイク・キャンベルと対戦し、三角絞めで1R一本勝ち。12月19日、WEC 45でバート・パラゼウスキーと対戦し、1-2の判定負けを喫しキャリア初黒星となった。
2010年3月6日、WEC 47でダニー・カスティーリョと対戦し、左ハイキックでダウンを奪いパウンドで追撃し1RKO勝ち。ノックアウト・オブ・ザ・ナイトを受賞した。この試合へ向けてのトレーニングと家族との生活の模様がMTVのドキュメンタリー番組「World of Jenks」で放送された。
2010年8月18日、WEC 50でシェーン・ローラーと対戦し、三角絞めで3R一本勝ち。サブミッション・オブ・ザ・ナイトを受賞した。

#### WEC世界王座獲得
2010年12月16日、WEC最後の興行WEC 53で行なわれたWEC世界ライト級タイトルマッチで王者ベン・ヘンダーソンに挑戦。一進一退の攻防を繰り広げ、5Rに金網を蹴ってからのハイキック(ショータイムキック)でダウンを奪い、3-0の5R判定勝ち。WEC王座獲得に成功すると同時にUFC世界ライト級王座挑戦権を獲得した。また、ファイト・オブ・ザ・ナイトも受賞した。後にスポーツテレビ局のESPNがスポーツ科学番組でショータイムキックを検証したところ、金網を使うことでスピードが40％増加することが認められた。

### UFC
2011年、WEC世界ライト級王者であったことからUFC世界ライト級王座への挑戦権を獲得していたが、UFC 125で行われたフランク・エドガーとグレイ・メイナードのUFC世界ライト級タイトルマッチが引き分けに終わり、続くUFC 130で行われる予定であった再戦が延期されたため、ペティスは王座への挑戦を待つ代わりに、6月4日にThe Ultimate Fighter 13 Finaleでクレイ・グイダと対戦するも、グラウンドコントロールで劣勢となって0-3の判定負けを喫し、王座挑戦権を失った。
2012年2月26日、日本で開催されたUFC 144でジョー・ローゾンと対戦し、1Rに左ハイキックでダウンを奪いパウンドでKO勝ち。ノックアウト・オブ・ザ・ナイトを受賞した。
その後、肩の手術を行ったため一年近く試合をしなかった。
2013年1月26日、UFC on FOX 6でドナルド・セラーニと対戦し、左ミドルキックをレバーにヒットさせ、パウンドで1RKO勝ち。ノックアウト・オブ・ザ・ナイトを受賞した。
UFC 163で一階級下のフェザー級契約でUFC世界フェザー級王者ジョゼ・アルドと対戦する予定であったが、ペティスが膝の負傷により欠場したため、試合は中止となった。

#### UFC世界王座獲得
2013年8月31日、UFC 164のUFC世界ライト級タイトルマッチで王者ベン・ヘンダーソンに挑戦。ミドルキックを効かせ、最後は下からの腕ひしぎ十字固めで1R一本勝ちを収め王座獲得に成功。サブミッション・オブ・ザ・ナイトを受賞した。当初ヘンダーソンに挑戦予定だったTJ・グラントが負傷欠場となり、ペティスはその代役としての出場だった。
2014年、「The Ultimate Fighter」のシーズン20でギルバート・メレンデスと共にそれぞれのチームのコーチを務めた。
2014年12月6日、コーチ対決となったUFC 181のUFC世界ライト級タイトルマッチでライト級ランキング1位の挑戦者ギルバート・メレンデスと対戦。1Rはプレッシャーを掛けられるが、2Rに左フックでぐらつかせ、苦し紛れのタックルにきたメレンデスの首をすかさず取り、そのままギロチンチョークで一本勝ちを収め王座の初防衛に成功。パフォーマンス・オブ・ザ・ナイトを受賞した。

#### 世界王座陥落
2015年3月14日、UFC 185のUFC世界ライト級タイトルマッチでライト級ランキング1位の挑戦者ハファエル・ドス・アンジョスと対戦。試合前の予想では有利とされていたが、ドス・アンジョスのプレッシャーとテイクダウンを前に終始圧倒され、0-3の5R判定負け。2度目の防衛に失敗し、王座から陥落した。
2016年1月17日、UFC Fight Night: Dillashaw vs. Cruzでライト級ランキング4位のエディ・アルバレスと対戦。スタンドの攻防では優勢となったものの、テイクダウンを奪われ続けて1-2の判定負け。
2016年4月23日、UFC 197でライト級ランキング8位のエジソン・バルボーザと対戦。スタンドの攻防で劣勢に立たされて0-3の判定負け。3連敗となった。
2016年8月27日、フェザー級転向初戦となったUFC on FOX 21でフェザー級ランキング6位のチャールズ・オリベイラと対戦。オリベイラの寝技をことごとく防ぎ、3Rにオリベイラのタックルに合わせたギロチンチョークで一本勝ち。
2016年12月10日　UFC 206のUFC世界フェザー級暫定王者決定戦でフェザー級ランキング2位のマックス・ホロウェイと対戦し、スタンドパンチ連打で3RTKO負け。この試合はペティスが3ポンド体重超過したことにより、ホロウェイが勝利した場合にのみ暫定王座を獲得できることになっていた。
2017年7月8日、UFC 213でジム・ミラーと対戦し、3-0の判定勝ちを収め、この試合からライト級に復帰した。
2017年11月11日、UFC Fight Night: Poirier vs. Pettisでライト級ランキング8位のダスティン・ポイエーと対戦。何度も三角絞めを極めかけるなどグラウンドの攻防で互角の展開となっていたが、3Rにバックマウントから反転した際に肋骨を負傷しタップアウト負け。敗れはしたものの、ファイト・オブ・ザ・ナイトを受賞した。
2018年7月7日、UFC 226でライト級ランキング9位のマイケル・キエーザと対戦し、トライアングルアームバーで2R一本勝ち。パフォーマンス・オブ・ザ・ナイトを受賞した。なお、この試合はキエーザが1.5ポンドの体重オーバーをしたため、キエーザはファイトマネーの30％を没収され、157.5ポンド契約で試合が行われた。
2018年10月6日、UFC 229でライト級ランキング2位のトニー・ファーガソンと対戦。パンチで2度ダウンを奪うなど善戦するものの、2R終了時にペティスが拳を負傷したため、セコンドが試合棄権を要請しコーナーストップによるTKO負けを喫した。敗れはしたものの、ファイト・オブ・ザ・ナイトを受賞した。
2019年3月23日、ウェルター級転向初戦となったUFC Fight Night: Thompson vs. Pettisでウェルター級ランキング3位のスティーブン・トンプソンと対戦。打撃の攻防で劣勢に立たされるも、2R終盤に右スーパーマンパンチでダウンを奪い、追撃のパウンドで逆転の失神KO勝ち。パフォーマンス・オブ・ザ・ナイトを受賞した。
2019年8月17日、UFC 241でネイト・ディアスと対戦し、全局面で圧倒されて0-3の判定負け。
2020年1月18日、ライト級復帰戦となったUFC 246でディエゴ・フェレイラと対戦し、リアネイキドチョークで2R一本負け。キャリア初となるサブミッションでの敗戦を喫した。
2020年5月9日、UFC 249でドナルド・セラーニと約7年半ぶりに再戦し、3-0の判定勝ち。
2020年12月19日、UFC Fight Night: Thompson vs. Nealでアレックス・モロノと対戦し、3R終盤にスピニングバックキックでぐらつかせるなどスタンドの攻防で優位に立ち、3-0の判定勝ち。この試合を最後にUFCとの契約満了を迎え、フリーエージェントとなった。

### PFL
2020年12月23日、PFLと複数試合契約を結んだ。
2021年4月23日、PFL初参戦となったPFL 1でクレイ・コラードと対戦し、0-3の判定負け。
2022年8月5日、PFL 7のライト級トーナメント準決勝でスティービー・レイと再戦し、0-3の判定負け。

### プロボクシング
2023年4月1日、プロボクシングデビュー戦となったホルヘ・マスヴィダルが主催するGamebred Boxing 4で元ボクシング世界四階級制覇王者ロイ・ジョーンズ・ジュニアと対戦し、8回2-0の判定勝ちを収めた。

## ファイトスタイル
スタンドは主に蹴り技を中心としたスタイルであり、強烈かつ的確なミドルキックやハイキックが武器。さらに、バックスピンキックや二段蹴り、飛び膝蹴り、自身が考案したショータイムキックなどのアクロバティックな蹴り技を得意としている。グラウンドでは、下からの三角絞めやアームバー、ギロチンチョークに長けている。だが、プレッシャーを掛けてくるスタイルのファイターを苦手とする傾向にあり、クリンチやグラウンドの攻防でフィジカル負けすることが多い。

## 人物・エピソード
- 姓の「ペティス」（Pettis）は、祖父が人種差別を避けるためにスペイン語圏の姓である「ペレス」（Pérez）を英語圏風に改名したものに由来する[20][21]。
- 背中上部に自身のニックネームである「SHOWTIME」とタトゥーを入れている。また、左上腕には父親、左胸には母親、右胸には娘の似顔絵のタトゥーを入れている。
- 2016年10月29日に自宅に駐車してあった車3台が何者かによって放火された[22]。
- 「The Ultimate Fighter」シーズン9のトライアウトを受けている。
- 2014年12月4日、朝食シリアル「ウィーティーズ」のパッケージに起用された。格闘家がウィーティーズのパッケージを飾るのはプロボクサーのモハメド・アリ以来2人目となった[23]。
- 地元ミルウォーキーで「Showtime Barbershop」という理容店と、「Showtime Sports Bar」というスポーツバーを共同経営している[24][25]。
- 2013年12月2日にUFCでの活躍が認められ、ペティスの地元ウィスコンシン州知事(当時)のスコット・ウォーカーから表彰された[26]。
- 地元ミルウォーキーはペティスの功績を記念して、8月12日を「アンソニー・ペティスの日」に制定した[27]。
- 同じく総合格闘家のセルジオ・ペティスは実弟。

## 戦績

### 総合格闘技
| 総合格闘技 戦績 | 総合格闘技 戦績 | 総合格闘技 戦績 | 総合格闘技 戦績 | 総合格闘技 戦績 | 総合格闘技 戦績 | 総合格闘技 戦績 |
| --------------- | --------------- | --------------- | --------------- | --------------- | --------------- | --------------- |
| 39 試合         | (T)KO           | 一本            | 判定            | その他          | 引き分け        | 無効試合        |
| 25 勝           | 11              | 8               | 6               | 0               | 0               | 0               |
| 14 敗           | 2               | 3               | 9               | 0               | 0               | 0               |

| 勝敗 | 対戦相手                     | 試合結果                                     | 大会名                                                            | 開催年月日     |
| ×    | スティービー・レイ           | 5分3R終了 判定0-3                            | PFL 7 【2022年PFLライト級トーナメント準決勝】                     | 2022年8月5日   |
| ×    | スティービー・レイ           | 2R 3:57 ボディトライアングル                 | PFL 5                                                             | 2022年6月24日  |
| ○    | マイルズ・プライス           | 1R 4:17 三角絞め                             | PFL 3                                                             | 2022年5月6日   |
| ×    | ハウシュ・マンフィオ         | 5分3R終了 判定1-2                            | PFL 6                                                             | 2021年6月25日  |
| ×    | クレイ・コラード             | 5分3R終了 判定0-3                            | PFL 1                                                             | 2021年4月23日  |
| ○    | アレックス・モロノ           | 5分3R終了 判定3-0                            | UFC Fight Night: Thompson vs. Neal                                | 2020年12月19日 |
| ○    | ドナルド・セラーニ           | 5分3R終了 判定3-0                            | UFC 249: Ferguson vs. Gaethje                                     | 2020年5月9日   |
| ×    | ディエゴ・フェレイラ         | 2R 1:46 リアネイキドチョーク                 | UFC 246: McGregor vs. Cowboy                                      | 2020年1月18日  |
| ×    | ネイト・ディアス             | 5分3R終了 判定0-3                            | UFC 241: Cormier vs. Miocic 2                                     | 2019年8月17日  |
| ○    | スティーブン・トンプソン     | 2R 4:55 KO（右スーパーマンパンチ→パウンド）  | UFC Fight Night: Thompson vs. Pettis                              | 2019年3月23日  |
| ×    | トニー・ファーガソン         | 2R終了時 TKO（コーナーストップ：右手の負傷） | UFC 229: Khabib vs. McGregor                                      | 2018年10月6日  |
| ○    | マイケル・キエーザ           | 2R 0:52 トライアングルアームバー             | UFC 226: Miocic vs. Cormier                                       | 2018年7月7日   |
| ×    | ダスティン・ポイエー         | 3R 2:08 ギブアップ（肋骨の負傷）             | UFC Fight Night: Poirier vs. Pettis                               | 2017年11月11日 |
| ○    | ジム・ミラー                 | 5分3R終了 判定3-0                            | UFC 213: Romero vs. Whittaker                                     | 2017年7月8日   |
| ×    | マックス・ホロウェイ         | 3R 4:50 TKO（スタンドパンチ連打）            | UFC 206: Holloway vs. Pettis 【UFC世界フェザー級暫定王者決定戦】  | 2016年12月11日 |
| ○    | チャールズ・オリベイラ       | 3R 1:49 ギロチンチョーク                     | UFC on FOX 21: Maia vs. Condit                                    | 2016年8月27日  |
| ×    | エジソン・バルボーザ         | 5分3R終了 判定0-3                            | UFC 197: Jones vs. St. Preux                                      | 2016年4月23日  |
| ×    | エディ・アルバレス           | 5分3R終了 判定1-2                            | UFC Fight Night: Dillashaw vs. Cruz                               | 2016年1月17日  |
| ×    | ハファエル・ドス・アンジョス | 5分5R終了 判定0-3                            | UFC 185: Pettis vs. dos Anjos 【UFC世界ライト級タイトルマッチ】   | 2015年3月14日  |
| ○    | ギルバート・メレンデス       | 2R 1:53 ギロチンチョーク                     | UFC 181: Hendricks vs. Lawler 2 【UFC世界ライト級タイトルマッチ】 | 2014年12月6日  |
| ○    | ベン・ヘンダーソン           | 1R 4:31 腕ひしぎ十字固め                     | UFC 164: Henderson vs. Pettis 【UFC世界ライト級タイトルマッチ】   | 2013年8月31日  |
| ○    | ドナルド・セラーニ           | 1R 2:35 KO（左ミドルキック）                 | UFC on FOX 6: Johnson vs. Dodson                                  | 2013年1月26日  |
| ○    | ジョー・ローゾン             | 1R 1:21 KO（左ハイキック→パウンド）          | UFC 144: Edgar vs. Henderson                                      | 2012年2月26日  |
| ○    | ジェレミー・スティーブンス   | 5分3R終了 判定2-1                            | UFC 136: Edgar vs. Maynard 3                                      | 2011年10月8日  |
| ×    | クレイ・グイダ               | 5分3R終了 判定0-3                            | The Ultimate Fighter 13 Finale                                    | 2011年6月4日   |
| ○    | ベン・ヘンダーソン           | 5分5R終了 判定3-0                            | WEC 53: Henderson vs. Pettis 【WEC世界ライト級タイトルマッチ】    | 2010年12月16日 |
| ○    | シェーン・ローラー           | 3R 4:51 三角絞め                             | WEC 50: Cruz vs. Benavidez 2                                      | 2010年8月18日  |
| ○    | アレックス・カラレクシス     | 2R 1:35 三角絞め                             | WEC 48: Aldo vs. Faber                                            | 2010年4月24日  |
| ○    | ダニー・カスティーリョ       | 1R 2:27 KO（左ハイキック→パウンド）          | WEC 47: Bowles vs. Cruz                                           | 2010年3月6日   |
| ×    | バート・パラゼウスキー       | 5分3R終了 判定1-2                            | WEC 45: Cerrone vs. Ratcliff                                      | 2009年12月19日 |
| ○    | マイク・キャンベル           | 1R 1:49 三角絞め                             | WEC 41: Brown vs. Faber 2                                         | 2009年6月7日   |
| ○    | ゲイブ・ウォールブリッジ     | 1R 0:56 TKO（パンチ連打）                    | GFS: Season's Beatings 【GFSライト級タイトルマッチ】              | 2008年12月13日 |
| ○    | ジェイ・エリス               | 1R 1:12 ギブアップ（パンチ連打）             | Gladiators Fighting Series 55 【GFSライト級タイトルマッチ】       | 2008年10月4日  |
| ○    | シェロン・レゲット           | 5分3R終了 判定2-1                            | GFS: Fight Club 【GFSライト級王座決定戦】                         | 2008年6月21日  |
| ○    | マイク・ラムブレヒト         | 1R 1:49 KO（キック）                         | GFS: Knockout Kings                                               | 2008年3月29日  |
| ○    | ジョージ・バラザ             | 1R 4:31 TKO（パンチ連打）                    | GFS: The Warriors                                                 | 2008年2月16日  |
| ○    | マイケル・スキナー           | 1R 0:36 ギブアップ（パンチ連打）             | GFS: Seasons Beatings                                             | 2007年12月1日  |
| ○    | ロニー・アムダール           | 1R 0:12 ギブアップ（負傷）                   | GFS: Rumble in the Cage                                           | 2007年8月17日  |
| ○    | トム・エルスパメル           | 1R 0:24 TKO（パンチ連打）                    | GFS: Super Brawl                                                  | 2007年1月27日  |

### プロボクシング
| プロボクシング 戦績 | プロボクシング 戦績 | プロボクシング 戦績 | プロボクシング 戦績 | プロボクシング 戦績 | プロボクシング 戦績 | プロボクシング 戦績 |
| ------------------- | ------------------- | ------------------- | ------------------- | ------------------- | ------------------- | ------------------- |
| 1 試合              | (T)KO               | 判定                | その他              | 引き分け            | 無効試合            |                     |
| 1 勝                | 0                   | 1                   | 0                   | 0                   | 0                   |                     |
| 0 敗                | 0                   | 0                   | 0                   | 0                   | 0                   |                     |

| 戦           | 日付         | 勝敗 | 時間 | 内容    | 対戦相手                   | 国籍           | 備考 |
| ------------ | ------------ | ---- | ---- | ------- | -------------------------- | -------------- | ---- |
| 1            | 2023年4月1日 | ☆    | 8R   | 判定2-0 | ロイ・ジョーンズ・ジュニア | アメリカ合衆国 |      |
| テンプレート |              |      |      |         |                            |                |      |

## 獲得タイトル
- GFSライト級王座（2008年）
- 第7代WEC世界ライト級王座（2010年）
- 第6代UFC世界ライト級王座（2013年）

## 表彰
- UFC
  - ファイト・オブ・ザ・ナイト（2回）
  - ノックアウト・オブ・ザ・ナイト（2回）
  - サブミッション・オブ・ザ・ナイト（1回）
  - パフォーマンス・オブ・ザ・ナイト（3回）
  - サブミッション・オブ・ザ・イヤー（2013年）
- WEC
  - ファイト・オブ・ザ・ナイト（1回）
  - ノックアウト・オブ・ザ・ナイト（1回）
  - サブミッション・オブ・ザ・ナイト（1回）
- USAトゥデイ ファイト・オブ・ザ・イヤー（2010年/ベン・ヘンダーソン戦）
- MMAFighting ファイト・オブ・ザ・イヤー（2010年/ベン・ヘンダーソン戦）
- SHERDOG ブレイクスルー・ファイター・オブ・ザ・イヤー（2010年）